# ŽNK Istra-Žminj
ŽNK Istra-Žminj je ženski nogometni klub iz Žminja.

## Povijest
Ženski nogometni klub Istra-Žminj osnovan je početkom 2007. godine na inicijativu Enca Zohila, koji je ujedno izabran za prvoga predsjednika i trenera. 
Trenutačno se natječe u Drugoj hrvatskoj nogometnoj ligi za žene - skupina sjever-zapad.

## Vanjske poveznice
- ŽNK Istra-Žminj  Arhivirana inačica izvorne stranice od 28. studenoga 2011. (Wayback Machine)